# David Scheu
David Scheu, gerufen „Bulli“ (* 18. September 1947; † 29. Juni 2017) war ein deutscher Fußballspieler. Der vormalige Schüler- und Jugendnationalspieler des DFB absolvierte für den Karlsruher SC in der Saison 1967/68 in der Fußball-Bundesliga 20 Ligaspiele.

## Laufbahn

### Jugendnationalspieler, 1963 bis 1966
Der balltechnisch herausragende Jugendspieler des VfB Lützel, ein Besatzungskind aus Koblenz, kam erstmals am 24. Mai 1963 in einer Auswahlmannschaft des DFB zum Einsatz. Die Schülernationalmannschaft gewann in Heilbronn das traditionelle Schülerländerspiel gegen England mit 3:1 Toren. Der Techniker und Ballverteiler aus Koblenz bildete dabei auf Halbrechts mit Rechtsaußen Horst Köppel den rechten Flügel der siegreichen deutschen Elf. In der Elf von DFB-Trainer Karl-Heinz Heddergott „drehte sich alles um den Halbstürmer aus Koblenz-Lützel“. Im Tor machte Norbert Nigbur auf sein großes Talent aufmerksam. Die fußballerische Entwicklung hielt kontinuierlich an. In der deutschen Jugendnationalmannschaft gehörte er in den Jahren 1965 und 1966 zu den großen Nachwuchshoffnungen. Er nahm an der Seite der Mitspieler Berti Vogts, Nigbur, Egon Köhnen, Köppel, Walter Bechtold, Ludwig Bründl, Alfred Kohlhäufl, Karl-Heinz Kamp und Heiner Schmieh am UEFA-Juniorenturnier im April 1965 in Deutschland teil. Die von DFB-Trainer Dettmar Cramer betreute Juniorenauswahl belegte ungeschlagen – die DFB-Junioren scheiterten im Viertelfinale am 21. April in Hagen vor 32.000 Zuschauern (Zuschauerrekord im Ischeland-Stadion) nach einem torlosen Remis durch Münzwurf gegen die Tschechoslowakei – den fünften Rang. Das Talent aus Koblenz hatte am ersten Sichtungslehrgang des DFB für das UEFA-Turnier im Juli 1964 in der Sportschule Grünberg teilgenommen; mit der Regionalauswahl des Südwestdeutschen Fußballverbandes am Turnier um den Jugendländerpokal und als weitere Vorbereitung ab Dezember 1964 an den monatlich durchgeführten Übungsspielen gegen Seniorenmannschaften wie den FSV Frankfurt (Vertragsspielerreserve), Opel Rüsselsheim, SV Wiesbaden und die Amateurnationalmannschaft. Beim Scheitern durch Münzwurf gegen die Tschechoslowakei waren Scheu und Kollegen ab der 15. Minute durch das verletzungsbedingte Ausscheiden des Halbstürmers und Torjägers Bechtold von Eintracht Frankfurt zum Spiel in Unterzahl gezwungen worden. Beim 2:1-Erfolg zwei Tage später in der Trostrunde gegen die Niederlande traf Scheu auf die späteren Oranje-Nationalspieler Piet Schrijvers, Barry Hulshoff, Wim Jansen und Johan Cruyff. Trainiert wurden die KNV-Talente von Georg Keßler. Nach den zwei Gruppenspielen gegen Luxemburg (11:0) und Griechenland (4:1) wurde über Scheu im Sport-Magazin als „glänzender Techniker und Regisseur sowie als kluger Einfädler der Angriffsaktionen“ berichtet.

„Der jahrelang im DFB-Jugendlager meistgelobte Spieler David Scheu, ein Besatzungskind aus Koblenz, glänzte immer nur als Schauspieler. Bei jeder Demonstration mußte er vorführen, wie schön er den "Ball streicheln" kann, so der damalige Jugendtrainer Dettmar Cramer, wie "hoch er springen konnte, mit vorschriftsmäßig angelegten Armen". Scheus Opfer zum Umspielen war ein kleiner hölzerner Bub namens Berti Vogts, der jedesmal ausgelacht wurde. Doch in der Bundesliga scheiterte Scheu schon in seiner ersten Saison. Vogts wurde Weltmeister.“

In seinem zweiten UEFA-Turnier 1966 verhinderte die 1:3-Niederlage im Gruppenspiel gegen Spanien das Weiterkommen. In Jugoslawien waren die Talente Heinz Flohe und Karl-Heinz Handschuh Mitspieler des begehrten Talentes vom VfB Lützel. Insgesamt hatte Scheu in 13 Jugendländerspielen das DFB-Trikot getragen. Am Rundenende 1965/66 debütierte er gemeinsam mit seinen Kollegen aus der Jugendnationalelf, Köppel und Nigbur, am 19. Juni 1966 in der Amateurnationalmannschaft. Die DFB-Amateure erreichten in Ancona mit den Halbstürmern Scheu und Spielführer Heinz-Herbert Kreh gegen Italien ein 1:1-Remis.
Der damalige Bundesligist Karlsruher SC gewann das Rennen um das umworbene Mittelfeldtalent, Scheu unterschrieb zur Runde 1966/67 einen Vertrag bei der Elf aus dem Wildparkstadion. Seine erste Runde in Baden bestritt er noch im Amateurstatus und kam nicht im Lizenzspielerkader des KSC zum Einsatz. Die KSC-Amateure erreichten unter Trainer Bernhard Termath in der 1. Amateurliga Nordbaden die Vizemeisterschaft, dabei hatte Scheu in sieben Spielen mitgewirkt. Am 2. Oktober und 16. November 1966 bestritt er aber sein zweites und drittes Länderspiel für die Amateurnationalmannschaft. Es waren Begegnungen im Rahmen des UEFA Amateur Cup gegen Jugoslawien und die Türkei.

### Bundesliga und Regionalliga, 1967 bis 1974
Der Karlsruher SC ging mit Trainer Paul Frantz in die Bundesligasaison 1967/68. Als Neuzugängen waren im Sommer 1967 Gérard Hausser, Jürgen Rynio, Klaus Slatina und Lutz Streitenbürger in die badische Residenzstadt gekommen. Aus der eigenen Amateurmannschaft vervollständigten der Angreifer Heinz Schrodt und David Scheu den Lizenzkader des 13. der Runde 1966/67. Erst nach dem Trainerwechsel von Frantz hin zu Georg Gawliczek am 25. Oktober 1967 schlug die Stunde für den Ex-Jugendnationalspieler. Das letzte Spiel in der Amateurmannschaft hatte er am 12. November 1967 bei einem 8:0-Heimerfolg gegen den FC Viktoria Berghausen bestritten.
Am 18. November debütierte Scheu bei der 0:2-Niederlage beim FC Schalke 04 in der Fußball-Bundesliga. Er wurde in der 40. Minute für Willi Dürrschnabel eingewechselt. Der KSC stand danach mit 8:20 Punkten auf dem 16. Tabellenplatz, punktgleich mit Borussia Neunkirchen und einen Zähler vor dem Schlusslicht Schalke 04. Bis zum Rundenende, am 25. Mai 1968 mit einem 1:1-Remis beim 1. FC Kaiserslautern, erlebte Scheu aber lediglich zwei doppelte Punktgewinne mit der Mannschaft aus Baden. Auch der dritte Trainer, Altnationalspieler Berni Termath hatte ab dem 10. Februar 1968 den ehemaligen Herberger-Assistenten Gawliczek abgelöst, konnte den Abstieg des Karlsruher SC nicht verhindern. Scheu hatte 20 Bundesligaspiele bestritten.
In der Fußball-Regionalliga Süd 1968/69 versuchte Trainer Kurt Baluses eine neue KSC-Mannschaft aufzubauen. Scheu gehörte mit 20 Einsätzen und zwei Toren dem Wildpark-Team an, dass knapp vor dem punktgleichen Freiburger FC (beide je 43:25) die Meisterschaft errang und damit in die Bundesligaaufstiegsrunde einziehen konnte. In der Aufstiegsrunde reichte es aber nur hinter dem Aufsteiger Rot-Weiss Essen und dem VfL Osnabrück zum dritten Rang. Scheu hatte alle acht Gruppenspiele für den gescheiterten Karlsruher SC bestritten.
Das war aber bereits der letzte nennenswerte Auftritt des Großtalentes der Jahre 1965 und 1966 aus der Jugendnationalmannschaft. Während Berti Vogts eine beispiellose Karriere bei Borussia Mönchengladbach (419-33) und in der Nationalmannschaft (96-1) hinlegte, Horst Köppel und Norbert Nigbur es auch zu mehreren Nationalmannschaftseinsätzen und 456 beziehungsweise 308 Bundesligaeinsätzen brachten, die weiteren ehemaligen Jugend-Mannschaftskameraden Karl-Heinz Kamp (361-26), Egon Köhnen (272-12), Ludwig Bründl (150-42) und Walter Bechtold (131-46) sich in der Bundesliga etablieren konnten, konnte Scheu sein Talent aus der Jugend im Seniorenbereich nicht bestätigen. Insgesamt wird er von 1968 bis 1972 beim KSC in der Regionalliga Süd mit 47 Einsätzen und drei Toren geführt.
Die letzten zwei Runden der alten Regionalligazweitklassigkeit, 1972 bis 1974, verbrachte der Mann aus Koblenz beim ASV Landau in der Fußball-Regionalliga Südwest. Unter Trainer Heinz Ruppenstein, Ex-Oberligaspieler des KSC, kamen an der Seite der ehemaligen KSC-Mitspieler Horst Wild, Werner Hösl und Hans Ripp 34 Ligaspiele mit vier Toren in der Pfalz hinzu. Danach führte ihn sein sportlicher Weg in das Amateurlager beim FV Linkenheim im Fußballkreis Karlsruhe.